# قبلة (سلسلة)
قبلة (بالتاغالوغية: Halik)‏ هي مسلسل تلفزيوني فلبيني جرى بثه على أي بي إس-سي بي إن في عام 2018.

## روابط خارجية
- قبلة على موقع IMDb (الإنجليزية)
- قبلة على موقع كينوبويسك (الروسية)
- قبلة على موقع قاعدة بيانات الفيلم (الإنجليزية)